# Сплюшка андійська
Сплюшка андійська (Megascops ingens) — вид совоподібних птахів родини совових (Strigidae). Мешкає в Андах.

## Опис
Довжина птаха становить 25-28 см, самці важать 134-180 г, самиці 140-223 г. У представників номінативного підвиду верхня частина тіла піщано-коричнева, поцяткована темними смужками. Лицевий диск охристий або піщано-коричневий з нечіткими краями. Махові пера коричневі, поцятковані темними смужками. Хвіст коричневий, поцяткований темно-коричневими смужками. На голові невеликі пір'яні "вуха". Очі жовтувато-карі, лапи оперені до основи пальці. Представники підвиду M. i. venezuelanus є меншими, ніж представники номінативного підвиду, забарвлення у них більш бліде. Представники підвиду M. i. colombianus є також меншими, ніж представники номінативного підвиду, лапи у них не повністю оперені.

## Підвиди
Виділяють три підвиди:
- M. i. venezuelanus (Phelps, WH & Phelps, WH Jr, 1954) — гори Сьєрра-де-Періха на кордоні Колумбії і Венесуели, локально у Венесуельських Андах;
- M. i. ingens (Salvin, 1897) — Анди на півночі Еквадору, в Перу і Болівії;
- M. i. colombianus (Traylor, 1952) — західні схили Анд в Колумбії і північно-західному Еквадорі.

## Поширення і екологія
Андійські сплюшки мешкають у Венесуелі, Колумбії, Еквадорі, Перу і Болівії. Вони живуть у вологих гірських тропічних лісах з великою кількістю епіфітів, на висоті від 1000 до 2200 м над рівнем моря. Ведуть нічний спосіб життя. Живляться комахами і павуками, а також дрібними хребетними. На заході Колумбії сезон розмноження триває з грудня по березень. Гніздяться в дуплах дерев.